# Asalto a la embajada de Ecuador en Cuba
El asalto a la embajada de Ecuador en Cuba ocurrió el 21 de febrero de 1981 cuando las fuerzas de seguridad del gobierno de Fidel Castro entró por la fuerza a la embajada para arrestar a disidentes cubanos que habían entrado a la embajada por la fuerza poco tiempo antes. Todos los asaltantes menos los menores fueron condenados a largas penas de prisión y el joven Juan Owen Delgado Temprana fue asesinado por una golpiza en Villa Marista.

## Antecedentes

### Antecedentes históricos
La Convención de Viena de 1961 establece que las sedes diplomáticas son inviolables y que los países receptores deben garantizar su protección, por lo cual la violación a ese acuerdo internacionales tiene graves repercusiones en las relaciones entre países.

#### Ataque a la embajada de 1961
El 11 de diciembre de 1961, la sede diplomática del Ecuador en La Habana fue invadida por ciudadanos cubanos. El entonces Canciller Francisco Acosta Yépez, señalaba:
“Un camión con algunas personas se metió a la sede de la Embajada, pasando sobre la cerca; estas personas iban en busca de asilo. La guardia del Gobierno cubano que estaba custodiando la Embajada ecuatoriana disparó sobre las personas que iban en el camión, como resultado de lo cual hay 3 muertos y 4 heridos… Los muertos y heridos cayeron dentro del predio de la Embajada Ecuatoriana… Entiendo que todas las representaciones diplomáticas en la Capital de Cuba tienen guardia, pero no se si será para impedir el uso del derecho de asilo o para resguardar las sedes de las Embajadas”.
Entre los muertos se encontraba el ciudadano cubano Candelario Fraga.

### Antecedentes directos
En 1979 Jorge Pérez Concha fue designado primer Embajador en Cuba desde la ruptura de relaciones con ese país en 1963. El presidente de Ecuador Jaime Roldós Aguilera reestableció las relaciones con Cuba y reabrió la Embajada ecuatoriana. El 13 de febrero de 1981, unos 29 cubanos de toda clase de sexo y condición, entre las que se encontraban algunos menores de edad, asaltaron fuertemente armados la embajada pasadas las cuatro de la tarde. En el asalto el guardia cubano que se encontraba vigilando fue desarmado, fue golpeado con una barra de hierro y le robaron el arma.
Los asaltantes tomaron de rehén al embajador, Jorge Pérez Concha, al consejero Francisco Proaño Arandi, y a otros dos empleados de la sede con el objetivo de conseguir asilo político  y amenazaron con ejecutar a sus prisioneros si interviene la policía. Por su parte el gobierno de Fidel Castro declaró que “Si tocan a los rehenes, actuaremos de inmediato”. Los cubanos tomaron como rehenes a los funcionarios ecuatorianos para evitar ser desalojados por la fuerza pública como sucedió cuando otro grupo irrumpió en la Nunciatura apostólica de La Habana el 9 de diciembre de 1980.
Los 29 cubanos poseían metralletas, granadas, revólveres y armas blancas. El jefe del grupo ocupante es el excapitán del ejército rebelde Rómulo Juan Delgado Fernández. Rómulo Delgado, entró a la embajada en compañía de su esposa y tres hijos, Juan Owen, de 15, Germán de 12 y Reylán, de 11, y otros nueve familiares entre los que había 3 mujeres y 4 menores de edad. Rómulo Delgado afirmó por teléfono que parte del grupo está compuestos de un grupo de exoficiales del ejército cubano, e indicó que el mismo era un excapitán, destituido de sus funciones de la marina mercante en marzo de 1980, y precisó luego que el comando había reclamado el asilo político. El grupo cubano estaba integrado por 21 hombres, 4 mujeres y 6 niños.
Al saberse los hechos, la atención mundial se volcó sobre el asunto. El viceministro ecuatoriano de Asuntos Exteriores califico de hecho «muy grave» la ocupación de la embajada de su país. El Gobierno de Quito ha pedido al de La Habana la máxima cooperación para solucionar el problema. Ninguno de los asaltantes hablaron directamente con periodistas, pero a través del secretario de la misión diplomática, Guillermo Bassante Ramírez, manifestaron que su única intención era «resistir, ya que somos perseguidos políticos».
El embajador Jorge Pérez Concha les dio asilo, los asaltantes entregaron las armas y se iniciaron las negociaciones para sacarlos del país. Los funcionarios de la embajada declararon que ninguno sufrió daños personales. El embajador de Cuba en Quito, Fernando Flores, dijo por la televisión local que la irrupción del comando es un acto "montado por la Agencia Central de Inteligencia de los Estados Unidos para tratar de distanciar a Ecuador y Cuba".

## Asalto
El gobierno de Fidel Castro asumió una política dura, acordonó la manzana donde estaba la sede, hizo desocupar los edificios vecinos, desplegó un gran número de soldados, sin contemplaciones cortó los suministros de agua y energía, el teléfono con la embajada fue cortado y solo se permitía el ingreso de una mínima cantidad de alimentos, que los diplomáticos ecuatorianos debían compartir con los asaltantes. El gobierno cubano dio un plazo a los disidentes para que desalojen la sede diplomática.
El 14 de febrero Guillermo Bassante salió de la embajada. El ex preso político cubano Huber Matos le pidió al presidente Jaime Roldós Aguilera que les concediera el asilo a los cubanos refugiados en la embajada, por su parte el vicecanciller de Venezuela, Justo Oswaldo Páez Pumar, dijo que la situación interna de Cuba provocó la toma de la Embajada ecuatoriana en La Habana.
El asunto se dilató una semana y temiéndose un desenlace fatal, la cancillería ecuatoriana delegó a los Embajadores Jaime Moncayo García y Cornelio Merchán para negociar a como de lugar la devolución de la sede, lo que se logró tras intensas conversaciones con el gobierno y los asaltantes el 20 de febrero, a condición de que los involucrados tuviesen un juicio supervigilado por el gobierno ecuatoriano. Una delgación cubana encabezada por Carlos Rafael Rodríguez dejó en claro la posición de Cuba de no negociación.
Los funcionarios de la Embajada salieron el día 20 de febrero. El Ministerio de Relaciones Exteriores de Ecuador había emitido una nota en la que asumía el deseo de mantener a los 30 cubanos asilados bajo su protección. El régimen de Fidel Castro no aceptó el acuerdo con los asaltantes. Durante la madrugada del 21 de febrero se decidió la invasión de la Embajada.
Varios grupos de militares con trates mimetizados fueron primeramente enviados en oleadas sucesivas a los alrededores del edificio de dos pisos, para cercarlo y evitar toda fuga de los refugiados. Fidel Castro se apersonó en el lugar 20 minutos antes de la intervención para dar las últimas instrucciones. Trasnscurridos apenas 20 minutos de la marcha del automóvil negro en que viajaba el jefe del Estado, sonó la primera detonación, entremezclada con ruidos de cristales rotos. Inmediatamente después, al menos 6 ambulancias a gran velocidad salían de la pequeña Calle 36, sede de la embajada ocupada, llevando a bordo a los amotinados que, se protegían de los gases con pañuelos.Los gases lacrimógenos escaparon durante largo rato por las ventanas de la embajada, entonces empezaron a salir los primeros miembros de las tropas de choque, con máscaras antigás. Otros militares, ametralladora en mano, tenían chalecos antibalas.
Las tropas fueron dirigidas por el general Patricio de la Guardia, y bajo la dirección de Raúl Castro y el ministro del Interior Ramiro Valdés Menéndez. El asalto se realizó sin la autorización ecuatoriana, condición que el gobierno cubano se había comprometido a respetar.  Todos los cubanos que había pedido asilo fueron detenidos, y los menores fueron separados de los padres. Algunos de los asilados salieron en ambulancias. Los disidentes cubanos detenidos fueron trasladados a una prisión provincial en La Habana.

## Reacciones
El Ministerio de Asuntos Exteriores de Cuba Isidoro Malmierca afirmó que el desalojo de la Embajada «se realizó con la autorización ecuatoriana», además aseguro que en la intervención de las fuerzas de seguridad cubanas no fueron empleadas armas de fuego y que ninguno de los ocupantes había sufrido lesión alguna. Por su parte el presidente de Ecuador, Jaime Roldós Aguilera, lo desmintió públicamente y declaró que “Ecuador no autorizó ni podía autorizar jamás que la sede de su Embajada haya sido objeto de tal acción" y tildó de “intolerable” el asalto. El Canciller Alfonso Barrera Valverde declaró: “El gobierno de Cuba se tomó la embajada, eso me molestó mucho. Es la parte desagradable. El gobierno de Cuba debió respetar la embajada”. En respuesta Cuba sostuvo que tiene el derecho y la obligación de tomar por la fuerza toda embajada extranjera cuyos diplomáticos caigan en manos de grupos armados.
Al día siguiente del asalto, se conoció que los cubanos arrestados fueron torturados y condenados a muerte en juicio sumarísimo. Dicho accionar motivó la inmediata intervención del embajador Jorge Pérez Concha, que por teléfono se comunico con su amigo personal Fidel Castro explicándole que la ejecución de los asaltantes causaría en Ecuador una pronta reacción que debilitaría las relaciones diplomáticas que recién acababan de reiniciarse. Fidel por propia conveniencia, se dio cuenta del error político que había cometido y conmutó dicha pena por otra de 30 años de reclusión, según informó al mundo el Diario Gramma en su edición del 21 de febrero.
El Gobierno de Ecuador llamó a su embajador, Jorge Pérez Concha, tras haber expresado una enérgica protesta ante el Gobierno cubano por el asalto de la representación diplomática ecuatoriana en La Habana y la detención de sus 14 ocupantes, y dejó la misión a nivel de Encargado de Negocios. El gobierno ecuatoriano pidió la liberación de los asaltantes, que estos sean puestos bajo protección diplomática y expresó preocupación por el estado de salud de los detenidos. Posteriormente el gobierno de Fidel Castro se justificó argumentando que el local de la embajada "juridicamente había dejado de ser la sede diplomática".
Juan Owen Delgado Temprana, hijo de 15 años de Rómulo Juan Delgado, fue asesinado el 3 de marzo del 1981 en Villa Marista, sede de la Seguridad de Estado en La Habana a consecuencias de los golpes recibidos. Galo Galarza Dávila fue traslado a la Embajada del Ecuador en Cuba por el asalto para cumplir labores diplomáticas, él junto a Francisco Proaño Arandi realizaron esfuerzos por evitar la ruptura de relaciones diplomáticas con Cuba.  Pese a una fuerte presión, Jaime Roldós Aguilera no rompió las relaciones bilaterales.
Todos los asilados, salvo los menores, fueron sentenciados a prisión, la madre de Owen por 15 años, el padre por 42 años y medio. Domingo, el hermano juez que no había participado del intento de asilo, abandonó su cargo y los representó en el juicio, por lo que fue castigado con 8 años de prisión. Gracias a gestiones del gobierno ecuatoriano, se acortaron algunas sentencias. Rómulo Juan Delgado cumplió 15 años de prisión. Por la firme postura del gobierno ecuatoriano, los cubanos fueron finalmente liberados y enviados a Quito el 17 de diciembre de 1992.